# Erotické prádlo

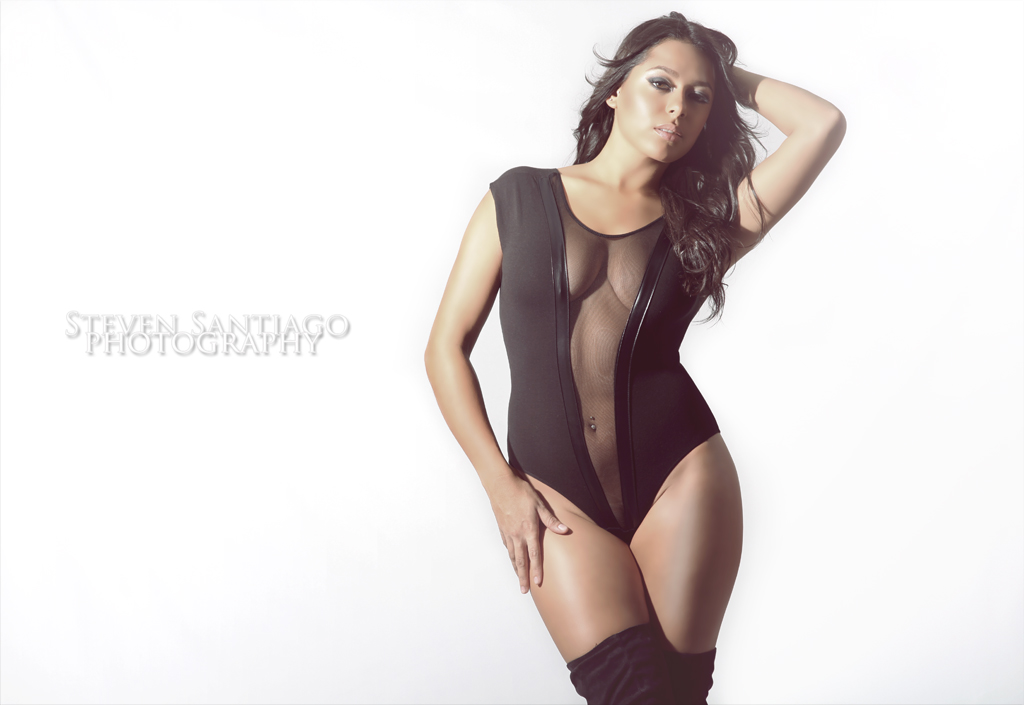

Erotické prádlo je druh spodního prádla, svým vyzývavým provedením (střih, částečná nebo úplná průhlednost atd.) určené ke zvýšení sexuální touhy. Bývá často jediným oděvem - ať už v soukromí, nebo ve speciálních podnicích (nočních klubech apod.). Je zpravidla využíváno ženami, nabízeno je ale i ve variantách pro muže (s heterosexuální i homosexuální orientací).

## Historie erotického prádla
Toto prádlo se začalo používat v 19. století, jednalo se o kalhotky, které používaly při tanci tanečnice, lákaly tím hosty na své představení. Používaly je také prostitutky. Spodní prádlo se do té doby prakticky nepoužívalo a až příchod 1. světové války rozšířil kalhotky po Evropě. V té době se začaly objevovat i tanga a to hlavně na ženách, které nechtěly schovávat svá krásná pozadí.

## Druhy erotického spodního prádla - fotogalerie

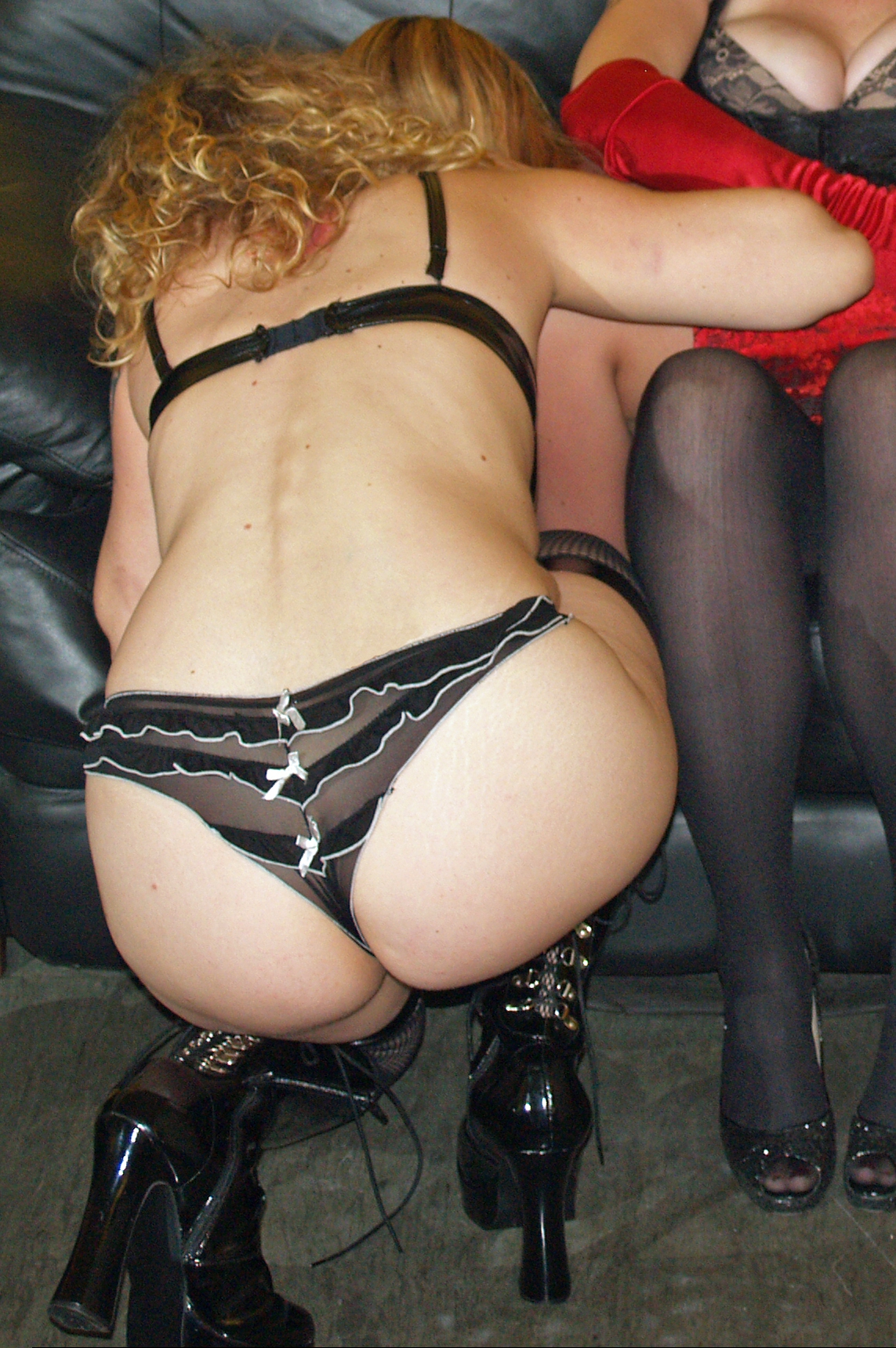
Tanga
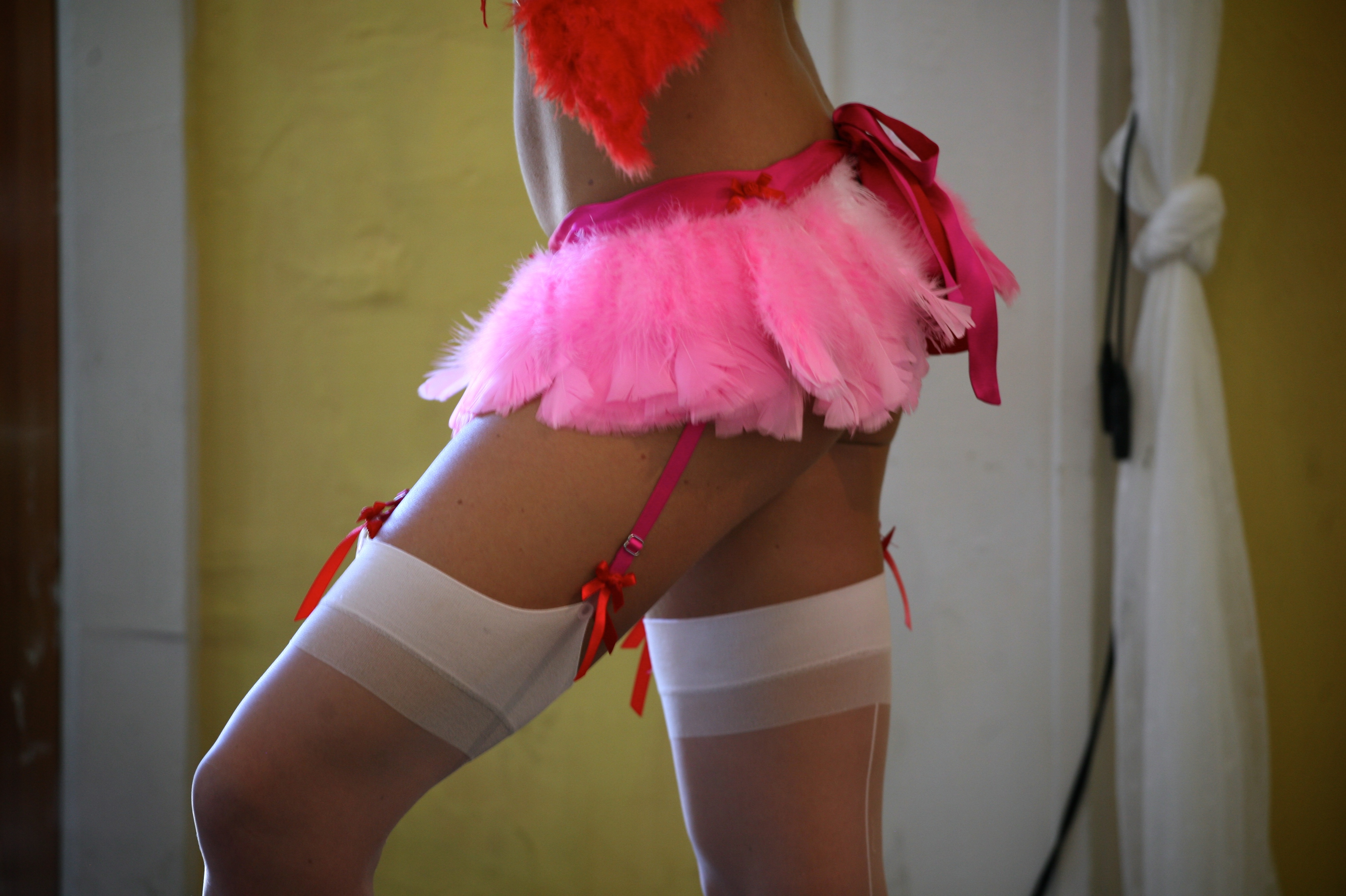
Podvazky
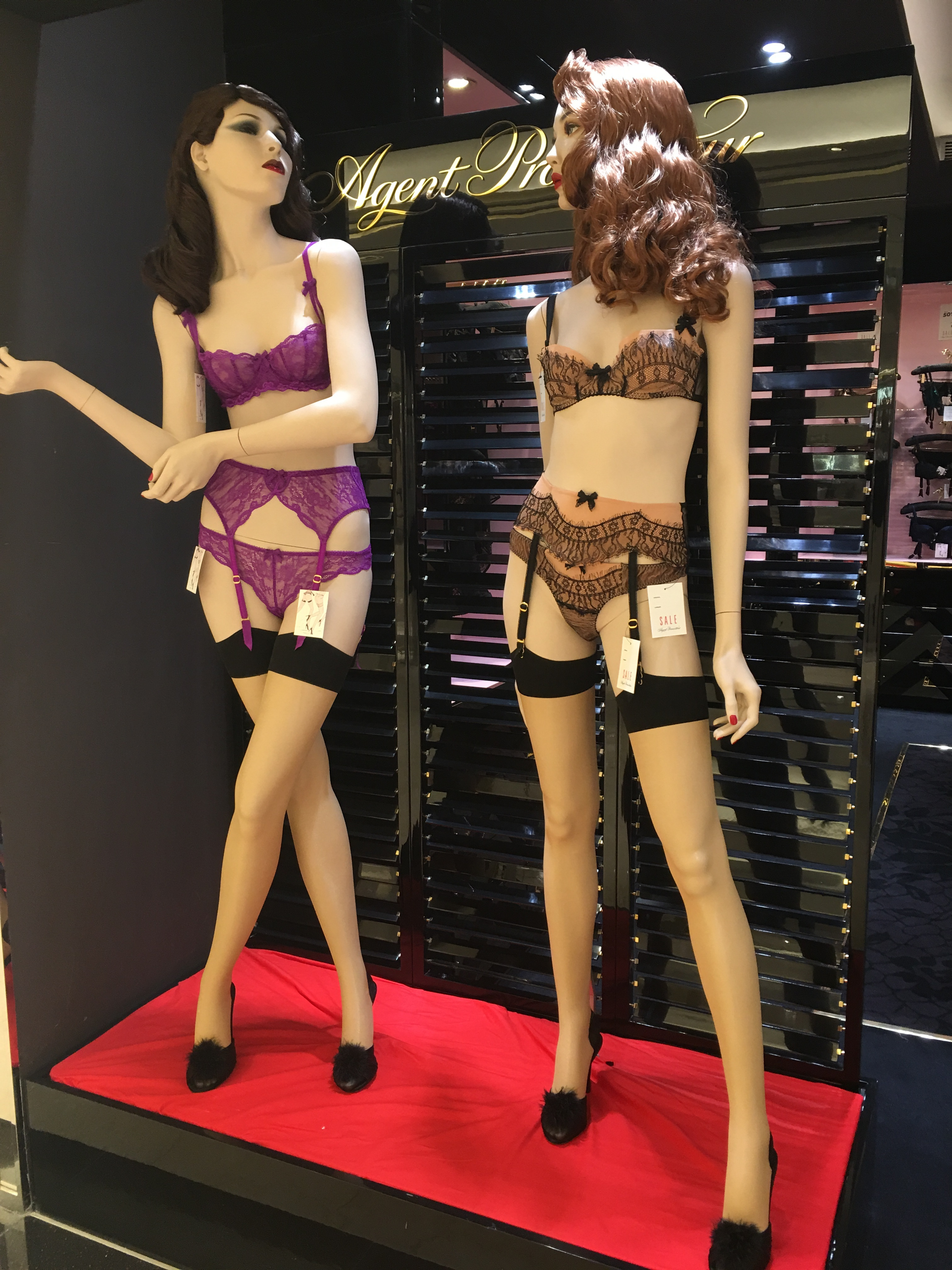
Podprsenka, kalhotky, podvazky
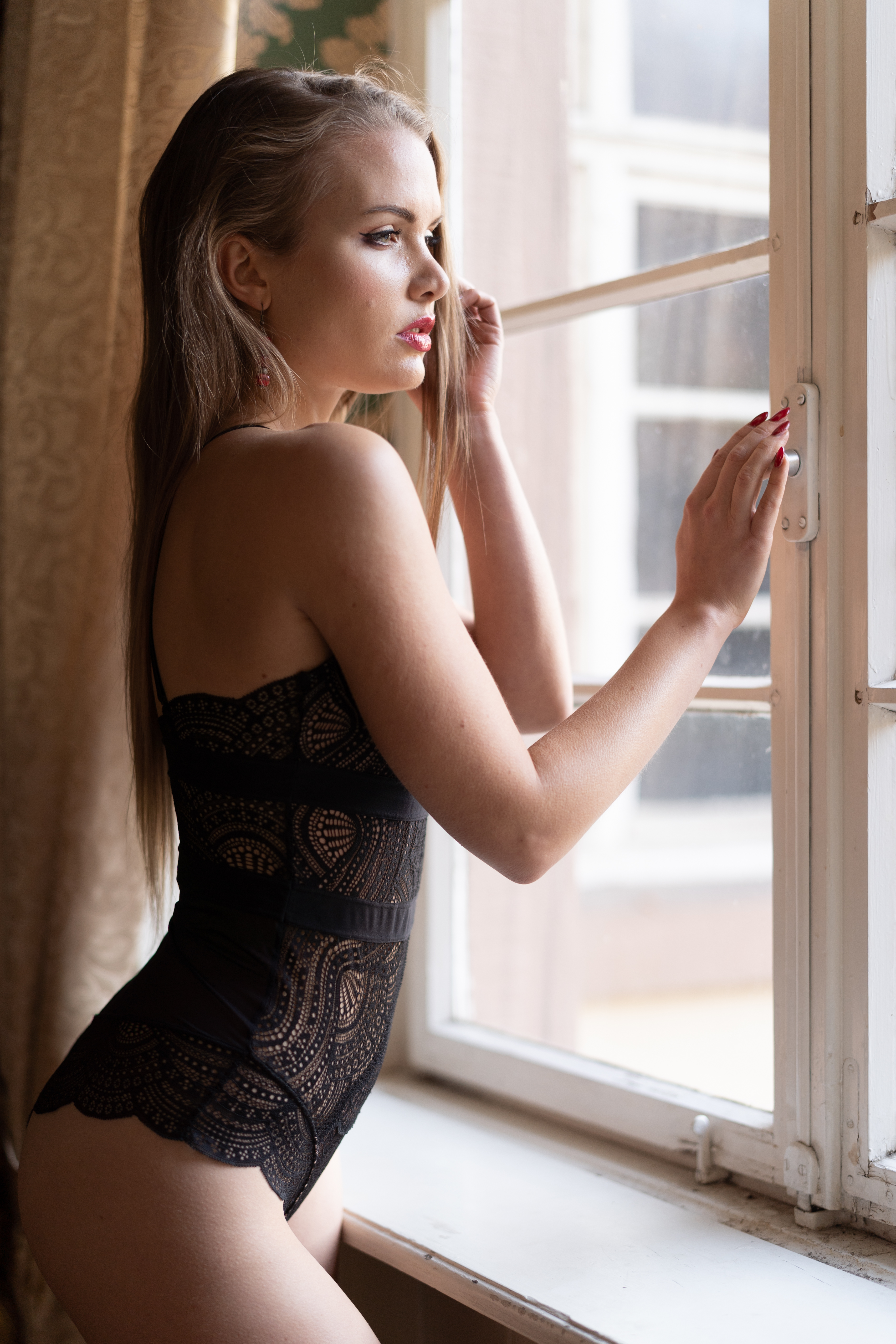
Body
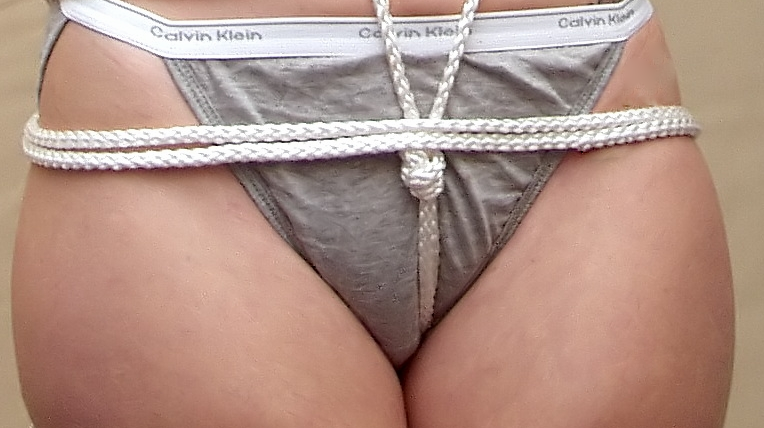
Kalhotky při bondáži

## Druhy erotického spodního prádla
- Tanga
- Podvazky
- Kalhotky
- Podprsenky
- Body